# Большая Окуловщина
Большая Окуловщина — упразднённая деревня в Кичменгско-Городецком районе Вологодской области России.

## География
Урочище находится в восточной части области, в подзоне средней тайги, на левом берегу реки Ковшовик, на расстоянии примерно 31 километра (по прямой) к востоко-юго-востоку от села Кичменгский Городок, административного центра района. Абсолютная высота — 162 метра над уровнем моря.

### Климат
Климат характеризуется как умеренно континентальный, с холодной продолжительной зимой и умеренно тёплым летом. Среднегодовая температура воздуха — +2,3 °C. Средняя температура воздуха самого холодного месяца (января) — −11,3 °C (абсолютный минимум — −49 °С), средняя температура самого тёплого (июля) — +17,4 °С (абсолютный максимум — +37 °С). Годовое количество атмосферных осадков составляет около 608 мм, из которых 426 мм выпадает в период с апреля по октябрь.

## История
В 1939 году входила в состав Верхнеенангского сельсовета. По состоянию на 1 января 1973 года входила в состав Нижнеенангского сельсовета.